# Cieśnina Palk

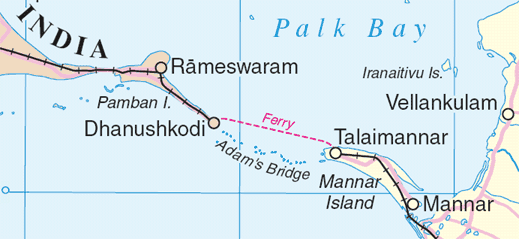

Palk (syngal. Pōk samudrasandhiya, hindi Pāk jalasandhi, ang. Palk Strait) – cieśnina między Cejlonem a Półwyspem Indyjskim, łącząca Zatokę Bengalską z Zatoką Mannar na Oceanie Indyjskim. Jej głębokość dochodzi do 9 m (min. 2 m), szerokość do blisko 135 km, a długość do 150 km. W najwęższym miejscu ma ok. 55 km. Na cieśninie znajduje się wiele małych wysp (m.in. łańcuch wysepek Most Adama). Nad Palkiem leży miasto Dżafna (Jaffna).